# Большая Бугутка
Большая Бугутка (устар. Бургутка) — река в России, протекает по Красносулинскому району Ростовской области. Длина реки составляет 13 км. Площадь водосборного бассейна — 42,9 км².
Начинается юго-западнее города Гуково. Течёт в южном направлении параллельно Бургусте через населённые пункты Украинский и Ребриковка. Устье реки находится в 216 км по левому берегу реки Кундрючья.

## Данные водного реестра
По данным государственного водного реестра России относится к Донскому бассейновому округу, водохозяйственный участок реки — Северский Донец от впадения реки Калитва и до устья, речной подбассейн реки — Северский Донец (российская часть бассейна). Речной бассейн реки — Дон (российская часть бассейна).
Код объекта в государственном водном реестре — 05010400712107000014827.